# 홍단딱정벌레
홍단딱정벌레는 딱정벌레류이다. 몸길이는 30~45mm이다. 친척으로 멋쟁이딱정벌레, 멋조롱박딱정벌레 등이 있다. 딱지날개의 색깔은 개체 또는 아종에 따라 녹색에서 적갈색, 구리색, 빨간색까지 다양한 변이를 보이며 드물게 파란색 딱지날개를 가진 변이도 출현한다. 하지만 멋쟁이딱정벌레처럼 보라색 형질은 발현하지 않는다. 몸은 붉은 색이고 광택이 나며 땅을 빠르게 기어 다니며 사냥한다. 유충도 성충처럼 빠르게 기어 다니며 잡아먹는다.

## 한국의 아종
제주홍단딱정벌레와 진홍단딱정벌레 등은 한국 고유아종이다.
- Coptolabrus smaragdinus Fischer-Waldheim, 1823 홍단딱정벌레
  - C, s, branickii Taczanowski, 1887 진홍단딱정벌레
  - C, s, pinganensis Hauser, 1920 평안홍단딱정벌레
  - C, s, hoenggandoensis Kwon et Lee, 1984 추자홍단딱정벌레
  - C, s, hongdoensis Kwon et Lee, 1984 홍도홍단딱정벌레
  - C, s, monilifer Tatum, 1847 제주홍단딱정벌레
  - C, s, euviridis Ishkawa et Kim, 1983 상재홍단딱정벌레
  - C, s, yanggangensis Deuve et Li, 2000 양강홍단딱정벌레
  - C, s, yichunensis Deuve et Li, 1999 위천홍단딱정벌레